# Boronové kyseliny
Boronové kyseliny jsou sloučeniny odvozené od kyseliny borité náhradou jedné ze tří hydroxylových skupin alkylovou nebo arylovou funkční skupinou. Protože tyto sloučeniny obsahují vazbu mezi atomy uhlíku a boru, tak spadají mezi organoborany. Boronové kyseliny fungují jako Lewisovy kyseliny. Jsou jedinečné svou schopností vvratně vytvářet kovalentní komplexy například se sacharidy, aminokyselinami a hydroxyskořicovými kyselinami (molekulami obsahujícími 1,2- nebo 1,3-substituované Lewisovy zásady (alkoholy, aminy, karboxyláty). pKa kyseliny borité je ~9, boronové kyseliny ovšem mohou tvořit tetraedrické komplexy s pKa okolo 7. Používají se například k navazování sacharidů za účelem jejich fluorescenční detekce nebo selektivního transportu přes membrány.
Boronové kyseliny se používají jako stavební prvky a meziprodukty v organické syntéze, nejčastěji při Suzukiových reakcích. Jejich hlavním využitím jsou transmetalace jejich organických zbytků na přechodné kovy.
Sloučenina bortezomib, obsahující tento druh funkční skupiny, se používá při chemoterapii. Atom boru v této molekule blokuje funkci některých proteazomů, které by mohly rozkládat bílkoviny. Boronové kyseliny se vážou na serinová aktivní místa a jsou součástí prasečích inhibitorů pankreatické lipázy, subtilisinu a proteázy Kex2. Deriváty boronových kyselin mohou také inhibovat lidské acylproteinthioesterázy 1 a 2, na které cílí protirakovinná léčiva ze skupiny ras.
Boronové kyseliny mají nízkou toxicitu, což je jedním z důvodů oblíbenosti Suzukiových reakcí při vývoj i a výrobě léčiv. Velká část běžně používaných boronových kyselin a jejich derivátů ovšem vykazuje pozitivní Amesův test a má mutagenní účinky. Mutagenita je pravděpodobně způsobena tvorbou organických radikálů oxidací boronových kyselin vzdušným kyslíkem.

## Příprava a struktura
V roce 1860 popsal Edward Frankland přípravu a izolaci první boronové kyseliny, kyseliny ethylboronové. Nejprve provedl reakci diethylzinku s triethylboritanem za vzniku triethylboranu. Tato látka byla poté oxidována na vzduchu na kyselinu ethylboronovou.
Nyní se používá několik různých syntetických postupů a komerčně dostupných je mnoho na vzduchu stálých boronových kyselin.
Boronové kyseliny mají obvykle vysoké teploty tání. Mají tendence tvořit anhydridy odštěpením molekul vody, často tak vznikají cyklické trimery.
| Kyselina                        | R       | Struktura                       | Molární hmotnost | CAS        | Teplota tání °C |
| ------------------------------- | ------- | ------------------------------- | ---------------- | ---------- | --------------- |
| Kyselina fenylboronová          | Fenyl   | Kyselina fenylboronová          | 121,93           | 98-80-6    | 216–219         |
| Kyselina 2-thienylboronová      | Thiofen | Kyselina 2-thienylboronová      | 127,96           | 6165-68-0  | 138–140         |
| Kyselina methylboronová         | Methyl  | Kyselina methylboronová         | 59,86            | 13061-96-6 | 91–94           |
| Kyselina cis-propenylboronová   | propen  | Kyselina cis-propenylboronová   | 85,90            | 7547-96-8  | 65–70           |
| Kyselina trans-propenylboronová | propen  | Kyselina trans-propenylboronová | 85,90            | 7547-97-9  | 123–127         |

### Příprava
Boronové kyseliny lze získat několika způsoby; nejčastější je reakce organolithných či organohořečnatých sloučenin s estery kyseliny borité.
Příkladem může být příprava kyseliny fenylboronové z fenylmagnesiumbromidu a trimethylborátu následovaná hydrolýzou
PhMgBr + B(OMe)3 → PhB(OMe)2 + MeOMgBr
PhB(OMe)2 + H2O → PhB(OH)2 + MeOH
Další možností je transmetalační reakce arylsilanu (RSiR3) s bromidem boritým (BBr3) za vzniku RBBr2 a hydrolýza tohoto meziproduktu.
Třetí způsob spočívá v palladiem katalyzovaných reakcích arylhalogenidů a aryltriflátů s diboronovými estery; tato metoda se nazývá Mijaurova borylace. Místo esterů je možné použít diboronové kyseliny nebo tetrahydroxydibor ([B(OH2)]2).

## Boronové estery
Boronové estery (také nazývané boronátové estery) jsou estery vytvořené z boronových kyselin a alkoholů nebo fenolů.
| Sloučenina              | Funkční vzorec | Strukturní vzorec |
| ----------------------- | -------------- | ----------------- |
| Boronová kyselina       | RB(OH)2        |                   |
| Ester kyseliny boronové | RB(OR)2        |                   |

Tyto sloučeniny lze získat z borátových esterů kondenzací s jednosytnými alkoholy a dioly. Kyselina fenylboronová může podléhat autokondenzaci za vzniku cyklického trimeru nazývaného trifenylboroxin.
| Boronový ester                                | Alkohol           | Strukturní vzorec                                                                    | Molární hmotnost | Číslo CAS  | Teplota varu (°C) |
| --------------------------------------------- | ----------------- | ------------------------------------------------------------------------------------ | ---------------- | ---------- | ----------------- |
| Pinakolester kyseliny allylboronové           | pinakol           | Pinakolester kyseliny allylboronové (2-allyl-4,4,5,5-tetramethyl-1,3,2-dioxaborolan) | 168,04           | 72824-04-5 | 50–53 (5 mmHg)    |
| Trimethylenglykolester kyseliny fenylboronové | trimethylenglykol | Trimethylenglykolester kyseliny fenylboronové (2-fenyl-1,3,2-dioxaborinan            | 161,99           | 4406-77-3  | 106 (2 mmHg)      |
| Diisopropoxymethylboran                       | isopropylalkohol  | Diisopropoxymethylboran                                                              | 144,02           | 86595-27-9 | 105 -107          |

Sloučeniny s pětičlennými cykly obsahujícími řetězce C–O–B–O–C se nazývají dioxaborolany a obdobné sloučeniny s šestičlennými cykly jsou dioxaborinany.

## Využití v organické chemii

### Suzukiovy reakce
Boronové kyseliny se používají při Suzukiových reakcích, kde atomy boru vyměňují své arylové skupiny s alkoxyskupinami navázanými na palladium.
| : | \| \| \| \| \| \| \| \| | ({\displaystyle {\begin{matrix}{}\\{\ce {{R1-BY2}+R2-X->[{\underset {\text{catalyst}}{\text{Pd}}}][{\text{Base}}]R1-R2}}\\{}\end{matrix}}}) |
|   |                         | |
|   |                         | |

### Chanovo–Lamovo párování
Při Chanově–Lamově párování reagují alkyl-, alkenyl-, nebo arylboronové kyseliny se sloučeninami obsahujícími vazby N–H nebo O–H za přítomnosti měďnaté soli, jako je například octan měďnatý, kyslíku a zásady (což může být například pyridin) za vzniku nové vazby uhlík-dusík nebo uhlík–kyslík; příkladem může být následující reakce 2-pyridonu s kyselinou trans-1-hexenylboronovou:
Mechanismus reakce zahrnuje deprotonaci aminu, koordinaci aminu na měďnaté centrum, transmetalaci (přesun alkylboronové skupiny na měď a octanu měďnatého na bor), oxidaci Cu2+ na Cu3+ kyslíkem a redukčně eliminační přeměnu Cu3+ na Cu+ za vzniku konečného produktu. Probíhá také přímá redukční eliminace Cu2+ na Cu0, která je ovšem mnohem pomalejší. V katalytických systémech slouží kyslík také k obnově měďnatého katalyzátoru.

### Liebeskindovo–Sroglovo párování
V Liebeskindově–Sroglově párování reagují thioestery s boronovými kyselinami za tvorby ketonů.

### Konjugované adice
Organické zbytky boronových kyselin mohou fungovat jako nukleofily při konjugovaných adičních reakcích, pokud jsou přítomny kovy. Při jedné studii byla provedena reakce pinakolesteru allylboronové kyseliny s dibenzylidenacetonem:
Katalytickým systémem je zde tris(dibenzylidenaceton)dipalladium / tricyklohexylfosfin.
Dalším příkladem konjugované adice je reakce graminu s kyselinou fenylboronovou katalyzovaná dimerem cyklooktadienrhodiumchloridu:

### Oxidace
Boronové estery lze oxidovat na příslušné alkoholy za přítomnosti zásady a peroxidu vodíku.

### Homologace
- Při homologacích boronových esterů se alkylové skupiny přesouvají z boru tvořícího boronát na atom uhlíku:[22]

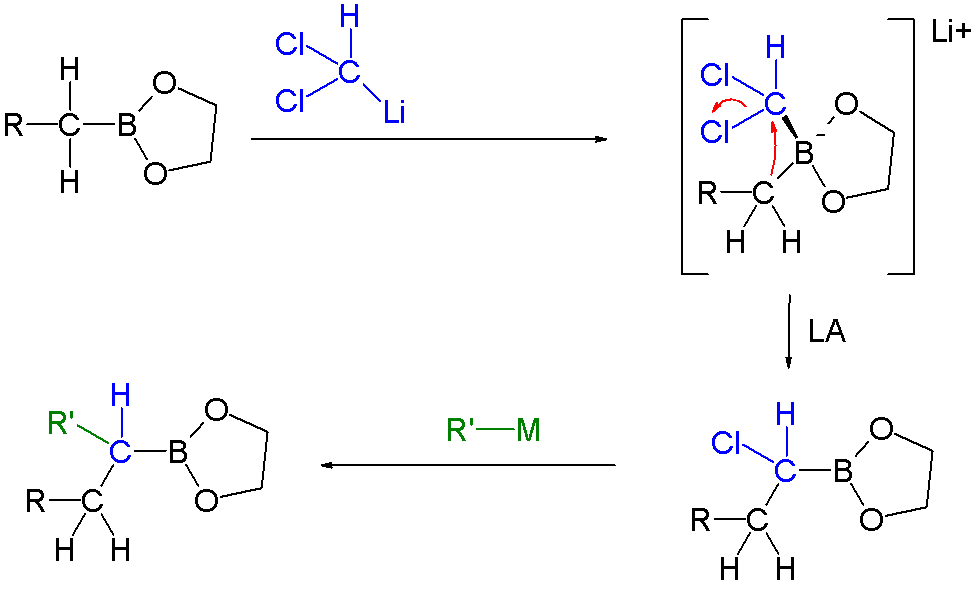
Homologace boronového esteru
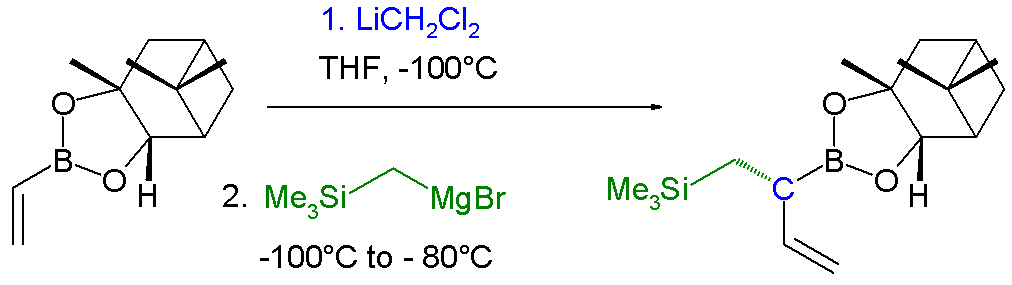
Využití homologace

Při těchto reakcích se používá dichlormethyllithium na přeměnu boronových esterů v boronáty. Lewisova kyselina následně spustí přesmyk alkylu za odštěpení jednoho chloru. Nakonec organokovová sloučenina, například Grignardovo činidlo, odštěpí druhý atom chloru a RCH2 skupina se naváže na vazbu C-B.
Další reakcí, která zahrnuje přesun alkylboronátu, je Petasisova reakce.

### Elektrofilní allylové přesuny
Allylboronové estery se mohou zapojit do elektrofilních allylových přesmyků, podobně jako sloučeniny křemíku do Sakuraiových reakcí.:

### Hydrolýza
Hydrolýzu boronových esterů na příslušné boronové kyseliny a alkoholy je možné provést například se zapojením thionylchloridu a pyridinu.
Arylboronové kyseliny a estery mohou být hydrolyzovány na fenoly působením hydroxylaminu za pokojové teploty.

### C–H párovací reakce
Sloučenina bis(pinakoláto)dibor reaguje s aromatickými heterocykly nebo jednoduchými areny za tvorby arylboronátových esterů; katalyzátory jsou [IrCl(COD)2] (obměna Crabtreeova katalyzátoru) a zásada 4,4′-di-terc-butyl-2,2′-bipyridin:
V jedné modifikaci této reakce se používá pouze stechiometrické množství arenu místo velkého přebytku a druhým reaktantem je namísto bis(pinakoláto)diboru levnější pinakolboran:
Na rozdíl od běžné elektrofilní aromatické substituce, kde převažují elektronové efekty, zde regioselektivitu ovlivňují výhradně sterické vlastnosti iridiového komplexu. Příkladem je meta-bromace m-xylenu, u které při běžné variantě vzniká ortho produkt:

### Protonolýza
Protodeborace je chemická reakce, při níž dochází k protonolýze boronové kyseliny (nebo jiné organoboranové sloučeniny) zánikem vazby uhlík-bor a jejím nahrazením vazbou uhlík-vodík. Protodeborace je nežádoucí vedlejší reakcí, často se objevuje při kovy katalyzovaných párovacích reakcích, do kterých jsou zapojené boronové kyseliny (jako je Suzukiova reakce). U dané boronové kyseliny je náchylnost k protodeboraci značně proměnlivá a závisí na mnoha faktorech, jako jsou reakční podmínky a organické substituenty navázané na kyselinu:

## Využití v supramolekulární chemii

### Rozlišování sacharidů

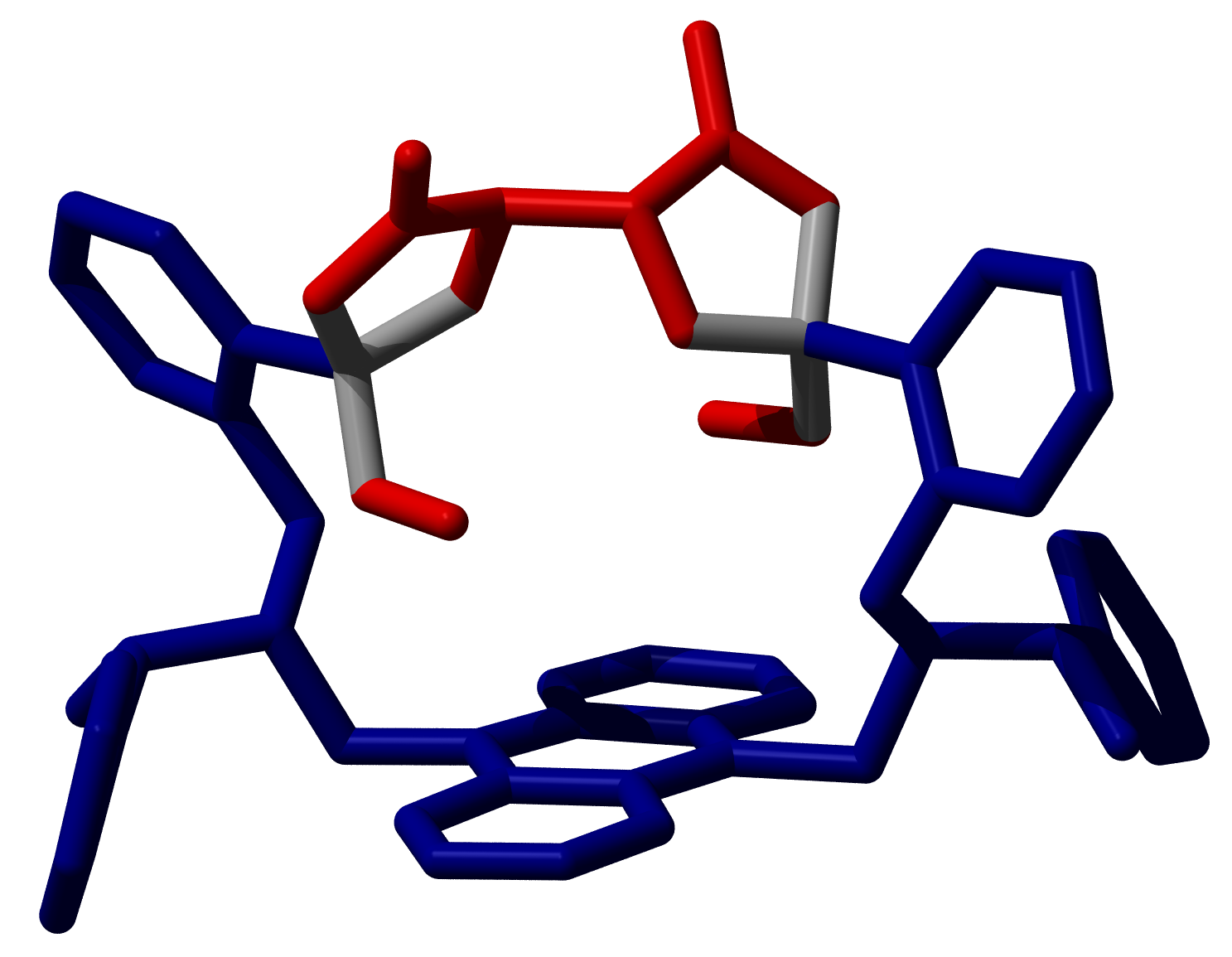
Příklad fluorescenčního komplexu diboronové kyseliny a kyseliny vinné

Kovalentní interakce mezi boronovými kyselinami a hydroxylovými skupinami, například v alkoholech a karboxylovými kyselinami ve vodných roztocích probíhají rychle a jsou vratné. Rovnováha mezi boronovou kyselinou a hydroxylovými skupinami sacharidů může být využita k tvorbě senzorů detekujících přítomnost sacharidů. Jednou z hlavních výhod tohoto postupu je schopnost boronových kyselin překonat problémy spojené s navazováním neutrálních částic ve vodném prostředí. Při správném uspořádání vede přidání terciárního aminu do těchto supramolekulárních systémů k jejich navazování při fyziologickém pH, což umožňuje využití signálních mechanismů, jako je fotoindukovaný přenos elektronu k řízené fluorescenci, která poskytuje údaje o navazování sloučenin.
Tuto metodu je možné použít například v systémech pro sledování obsahu glukózy v krvi u pacientů majících diabetes mellitus. Protože se zde využívají optické senzory, tak je tento způsob jen minimálně invazivní.
Další možností je využití kontaktních čoček obsahujících senzorové molekuly založené na boronových kyselinách k detekci koncentrace glukózy v oční tekutině.